# Хорошунов, Владимир Сергеевич
Владимир Сергеевич Хорошунов (3 сентября 1984) — киргизский футболист, полузащитник и нападающий, футбольный тренер. Выступал за сборную Кыргызстана. Главный тренер клуба «Кара-Балта».

## Клубная карьера
Дебютировал в высшей лиге Кыргызстана в 2004 году в составе клуба «Жайыл-Баатыр» (Кара-Балта), автором первого гола в чемпионате стал 28 июля 2004 года в матче против «Абдыш-Аты» (2:5).
В 2005 году стал лучшим бомбардиром северной зоны первой лиги в составе клуба «Алыкул Осмонов» (Каинда), забив 31 гол в турнире из 22 туров. В следующем сезоне также шёл в группе лидеров спора бомбардиров первой лиги, забив только в первом круге 10 голов в 8 матчах.
В 2008 году вернулся в высшую лигу, присоединившись к бишкекскому клубу «Шер», в его составе провёл три сезона, забив 17 голов. В 2010 году вошёл в топ-5 лучших бомбардиров сезона с 8 голами. Затем выступал за «Алгу», «Абдыш-Ату» и бишкекское «Динамо-МВД».
С 2012 года играл в первой лиге за «Живое Пиво» и «Кара-Балту».

## Карьера в сборной
В составе олимпийской сборной Кыргызстана принимал участие в Азиатских играх 2010 года в качестве одного из трёх спортсменов старше 23-х лет, на турнире сыграл 2 матча.
В национальной сборной Кыргызстана сыграл единственный матч 23 июля 2011 года в отборочном турнире чемпионата мира против Узбекистана, заменив на 69-й минуте Мирлана Мурзаева.

## Тренерская карьера
В 2016—2017 годах работал в тренерском штабе «Кара-Балты», в одних источниках называется ассистентом сначала Нуржана Джетыбаева, а затем — Владимира Даниленко, по другим данным — исполнял обязанности главного тренера. После прихода на тренерский мостик в августе 2017 года Владимира Сало, Хорошунов остался в команде как его ассистент. С 2021 года — главный тренер «Кара-Балты». В августе 2023 года был назначен мэрией города Кара-Балта директором клуба, продолжив совмещать свои обязанности с должность главного тренера.